# Lahngangkogel
Der Lahngangkogel (kurz Lahngang) ist ein 1778 m ü. A. hoher Berg in den Eisenerzer Alpen im österreichischen Bundesland Steiermark. Er liegt im Nahbereich der Klinke-Hütte und gilt als beliebter Aussichtsberg und Skitourenziel.

## Lage und Umgebung
Der Lahngangkogel erhebt sich im westlichen Teil der Eisenerzer Alpen rund zwei Kilometer südwestlich der zu den Gesäusebergen gehörenden Reichensteingruppe mit den markanten Gipfeln Admonter Kalbling, Sparafeld und Admonter Reichenstein. Er ist durch die Einsattelung des Kalblinggatterls (1542 m ü. A.) von der Reichensteingruppe getrennt. Der langgestreckte Bergrücken bildet eine lokale Wasserscheide zwischen dem Hochtal der Kaiserau im Westen und dem Flitzengraben im Osten. Gegen das über 1000 Meter tiefer gelegene Paltental bei Dietmannsdorf und Trieben sind dem Lahngangkogel der Wagenbänkberg (1626 m) und der Kleeriedel (1329 m) vorgelagert. Über den Gipfel verläuft die Gemeindegrenze zwischen Admont und Trieben.

## Geologie

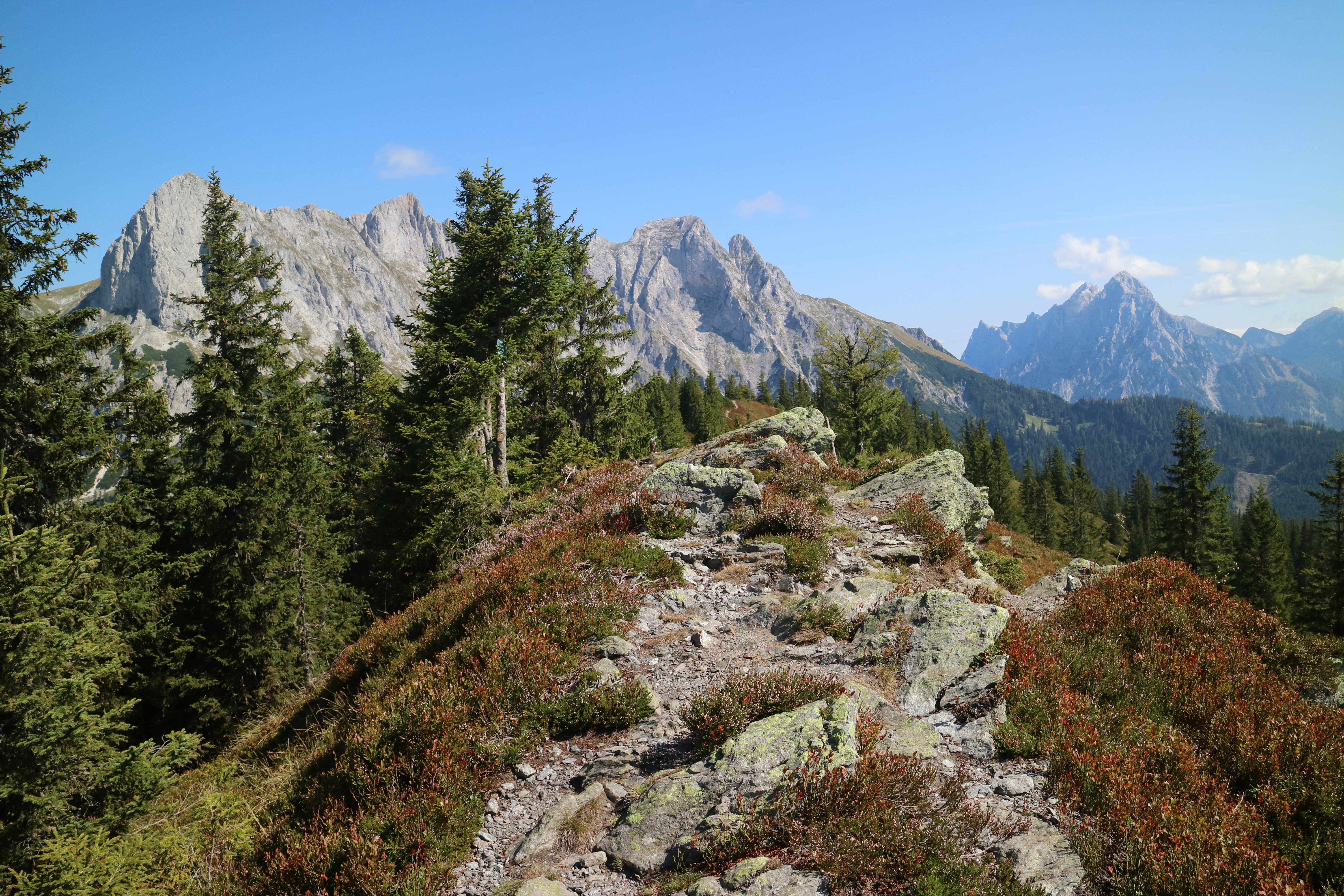
Anstehendes Gestein nahe dem Gipfel, hinten die Reichensteingruppe

Der Lahngang gehört geologisch zur Grauwackenzone und ist – anders als die von mächtigen triassischen Dachstein-Riffkalken gebildete Reichensteingruppe – aus Phylliten unbestimmten Alters aufgebaut. Am Kamm des Lahngangkogels zeigen diese Grauwackenschiefer einen feinschichtigen Wechsel toniger und sandig-quarzitischer Lagen und sind laut Otto Ampferer „intensiv verknetet“ und sericitisiert. Am Nordabfall des Bergrückens sind sie als dunkelgraue kieselige Tonschiefer und teilweise als weißer Quarzit entwickelt. Diese Lithologie, die auch violette bis graue Sandsteine umfasst, wird heute als Präbichl-Formation bezeichnet.
Neben Eisenerzen im Hintergrund der Kaiserau wurden an der Nordseite des Lahngangkogels in der Vergangenheit Eisenglanz und Limonit beschürft.

## Aufstieg

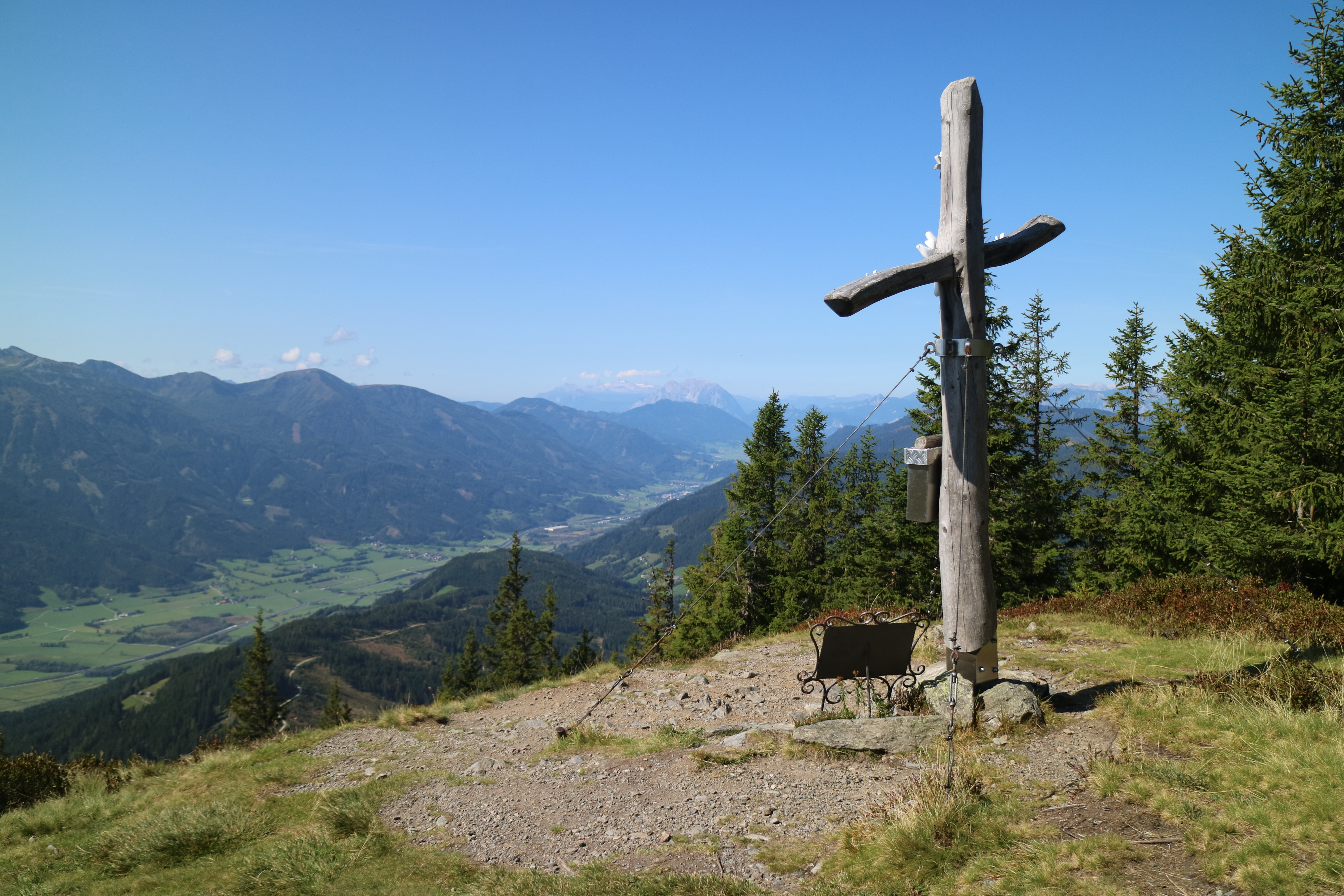
Gipfelkreuz mit Blick ins Paltental

Der über die Waldgrenze aufragende und von Schwarzbeerheide geprägte Lahngangkogel kann von zwei Seiten aus auf markierten Wanderwegen unschwierig bestiegen werden. Der schnellere Anstieg erfolgt in gut einer Stunde von der Klinke-Hütte (Parkplatz am Ende einer Mautstraße) über das Kalblinggatterl aus nordöstlicher Richtung. Von der Mödlinger Hütte auf der Treffneralm sollten 2 bis 3 Stunden eingeplant werden. Ein weiterer Weg führt in 1½ bis 2 Stunden von den Kaiserauliften über das Ebenburgertörl zur saisonal bewirtschafteten Wagenbänkalm (1565 m) und über den steilen Südhang zum Lahnganggipfel. Das hölzerne Gipfelkreuz steht einige Meter unterhalb bzw. südöstlich des eigentlichen Gipfels.
Bei Schneelage stellt der Lahngangkogel ein beliebtes Skitourenziel dar. Der Aufstieg von der Kaiserau erfolgt üblicherweise über die Wagenbänkalm, die teilweise beschilderte Abfahrt über Kalblinggatterl und Klinke-Hütte. Informationstafeln vor Ort warnen eindringlich vor der Abfahrt in den Flitzengraben, der aufgrund schwerer Unwetterschäden weitgehend unpassierbar ist.